# NGC 5675
NGC 5675 (другие обозначения — UGC 9357, MCG 6-32-62, ZWG 192.38, IRAS14305+3631, PGC 51965) — спиральная галактика с перемычкой (SBb) в созвездии Волопас.
Этот объект входит в число перечисленных в оригинальной редакции «Нового общего каталога».